# Dealu Crișului, Alba
Dealu Crișului este un sat în comuna Avram Iancu din județul Alba, Transilvania, România.